# Großsteingrab Wulfen
Das Großsteingrab Wulfen (auch Großsteingrab Hoher Berg) ist ein jungsteinzeitliches Großsteingrab auf dem „Hohen Berg“ in Wulfen, einem heutigen Ortsteil der Einheitsgemeinde Osternienburger Land im Landkreis Anhalt-Bitterfeld (Sachsen-Anhalt). Es datiert in die Walternienburg-Bernburger Kultur.

## Lage
Das erhaltene Grab befindet sich im Südteil von Wulfen an der Nordseite der Straße Hohe Berg.
Ein weiteres Ganggrab befand sich auf dem Weinberg bei Wulfen.
Etwa 1,7 km nordwestlich des erhaltenen Grabs liegt das Großsteingrab Drosa.

## Forschungsgeschichte
Das erhaltene Großsteingrab wurde 1784 beim Ausheben von Kaninchenbauen entdeckt und geöffnet. Eine archäologische Nachuntersuchung erfolgte 1912 durch den Kreiskonservator Walter Götze.
Das zweite Grab wurde schon 1692 geöffnet und im Jahr 1883 zerstört.

## Beschreibung

### Architektur
Die erhaltene Anlage auf dem Hohen Berg in Wulfen gehört zum Typ der Ganggräber. Sie besteht aus acht Wand- und drei Decksteinen. Die Länge des Grabes beträgt 3,60 m. An der Südseite befindet sich der Zugang zur Grabkammer. 

### Funde
Die 1784 gemachten Funde befinden sich heute im Historischen Museum von Köthen und bezeugen eine langanhaltende Nutzung der Grabanlage. Hierzu zählen Feuerstein-Artefakte und Keramik der jungsteinzeitlichen Walternienburg-Bernburger Kultur (3200–2800 v. Chr.), Haus- und Gesichtsurnen aus der frühen Eisenzeit (800–450 v. Chr.) sowie Körperbestattungen der völkerwanderungszeitlichen Niemberger Gruppe (4.–5. Jh. n. Chr.). Bei Nachuntersuchungen im Jahr 1912 wurde noch eine Tasse der Bernburger Kultur gefunden, die eine Grabbeigabe zu den Bestattungen war.